# Atle Knudsen
Atle Knudsen (* 1971 in Norwegen) ist ein norwegischer Film- und Fernsehregisseur sowie Drehbuchautor.

## Leben
Atle Knudsen studierte Fernsehen an der Universität Bergen. Seine Regiekarriere begann ab 1995. Seit 1998 ist er für die norwegische Rundfunkanstalt Norsk rikskringkasting (NRK) als Regisseur tätig. Bekannt wurden seine beiden Adventskalender-Serien Linus im Sommer (Linus i Svingen, 2004) und Jul i Svingen (2006) sowie die Geisterserie Uhu! (2002). International erfolgreich war die Serie Waffelherzen, bei der er bei allen sieben Folgen Regie führte.
2009 erschien sein erster Langfilm Orps – The Movie, der auf einer populären Kinderserie beruhte. Für diesen wurde er für den Amanda-Filmpreis in der Kategorie Bester Kinder- und Jugendfilm nominiert. 2010 produzierte er die Adventsserie Den unge Fleksnes. 2014 war er Regisseur der ersten Staffel der Kinder- und Jugendserie Trio – Odins Gold. 2020 wurde die von ihm mit entwickelte Serie Blutiger Trip bei Netflix veröffentlicht, bei der auch er zwei Folgen inszenierte.
Neben seiner Arbeit als Fernsehregisseur ist er auch Regisseur am Grimmsborken Theater.

## Filmografie (Auswahl)
- 2004: Linus im Sommer (Linus i Svingen, 6 Folgen)
- 2006: Jul i Svingen (24 Folgen)
- 2009: Orps: The Movie
- 2011: Waffelherzen (Vaffelhjarte, 7 Folgen)
- 2012: Hjem (4 Folgen)
- 2014: Trio – Odins Gold (Trio – Odins Gull, 10 Folgen)
- 2015: Kampen for tilværelsen (3 Folgen)
- 2020: Blutiger Trip (Blodtur, Fernsehserie)